# Prix Ignotus
Le prix Ignotus (Premio Ignotus) est une récompense littéraire espagnole créée en 1991 et décernée chaque année par les membres de la Asociación Española de Fantasía, Ciencia Ficción y Terror (AEFCFT) ainsi que par les inscrits aux conventions espagnoles (HispaCon). Il existe de nombreuses catégories, dont notamment meilleur roman, meilleur roman étranger, meilleur roman court, meilleure nouvelle, meilleure nouvelle étrangère et meilleure anthologie. Les prix récompensent des œuvres dans les domaines de la science-fiction, de la fantasy et du fantastique.

## Palmarès

### Meilleur roman
- 1994 : Salud mortal par Gabriel Bermúdez Castillo
- 1995 : El refugio par Juan Miguel Aguilera et Javier Redal (es)
- 1996 : La sonrisa del gato par Rodolfo Martínez (es)
- 1997 : Tierra de nadie: Jormungand par Rodolfo Martínez (es)
- 1998 : La mirada de las furias par Javier Negrete
- 1999 : La locura de Dios par Juan Miguel Aguilera
- 2000 : El Abismo te devuelve la mirada par Rodolfo Martínez (es)
- 2001 : Nuxlum par José Antonio Suárez Miranda (es)
- 2002 : Demonios en el cielo par Gabriel Bermúdez Castillo
- 2003 : Cinco días antes par Carlos F. Castrosín
- 2004 : La espada de fuego par Javier Negrete
- 2005 : El sueño del rey rojo par Rodolfo Martínez (es)
- 2006 : Danza de tinieblas par Eduardo Vaquerizo (es)
- 2007 : Juglar par Rafael Marín Trechera (es)
- 2008 : Alejandro Magno y las Águilas de Roma par Javier Negrete
- 2009 : Día de Perros par David Jasso (es)
- 2010 : Última noche de Hipatia par Eduardo Vaquerizo (es)
- 2011 : Crónicas del Multiverso par Víctor Conde (es)
- 2012 : Fieramente Humano par Rodolfo Martínez (es)
- 2013 : El Mapa del Cielo par Félix J. Palma
- 2014 : Memoria de tinieblas par Eduardo Vaquerizo (es)
- 2015 : El mapa del caos par Félix J. Palma
- 2016 : Challenger par Guillem López
- 2017 : La polilla en la casa del humo par Guillem López
- 2018 : Las tres muertes de Fermín Salvochea par Jesús Cañadas (es)
- 2019 : Bionautas par Cristina Jurado (es)
- 2020 : Voces en la ribera del mundo par Diana P. Morales
- 2021 : Se vende alma (por no poder atender) par Sergio S. Morán
- 2022 : Brujas de arena par Marina Tena Tena
- 2023 : Proyecto Kétchup par Inés Galiano (es)

### Meilleur roman étranger
- 1994 : Question de poids (titre espagnol : Misión de gravedad) par Hal Clement
- 1995 : Le Grand Livre (titre espagnol : El libro del día del Juicio Final) par Connie Willis
- 1996 : L'Envol de Mars (titre espagnol : Marte se mueve) par Greg Bear
- 1997 : Mars la rouge (titre espagnol : Marte rojo) par Kim Stanley Robinson
- 1998 : Mars la verte (titre espagnol : Marte verde) par Kim Stanley Robinson
- 1999 : La Paix éternelle (titre espagnol : Paz interminable) par Joe Haldeman
- 2000 : Sans parler du chien (titre espagnol : Por no mencionar al perro) par Connie Willis
- 2001 : Le Samouraï virtuel (titre espagnol : Snow Crash) par Neal Stephenson
- 2002 : Perdido Street Station (titre espagnol : La estación de la calle Perdido) par China Miéville
- 2003 : Le Trône de fer et Le Donjon rouge (titre espagnol : Juego de tronos) par George R. R. Martin
- 2004 : La Bataille des rois, L'Ombre maléfique et L'Invincible Forteresse (titre espagnol : Choque de reyes) par George R. R. Martin
- 2005 : Des milliards de tapis de cheveux (titre espagnol : Los tejedores de cabellos) par Andreas Eschbach
- 2006 : Les Brigands, L'Épée de feu, Les Noces pourpres et La Loi du régicide (titre espagnol : Tormenta de espadas) par George R. R. Martin
- 2007 : Market Forces (titre espagnol : Leyes de Mercado) par Richard Morgan
- 2008 : La Route (titre espagnol : La carretera) par Cormac McCarthy
- 2009 : Le Club des policiers yiddish (titre espagnol : El sindicato de policía yiddish) par Michael Chabon
- 2010 : Diaspora (titre espagnol : Diáspora) par Greg Egan
- 2011 : Nation (titre espagnol : Nación) par Terry Pratchett
- 2012 : 1Q84 (titre espagnol : 1Q84) par Haruki Murakami et La Fille automate (titre espagnol : La chica mecánica) par Paolo Bacigalupi (ex æquo)
- 2013 : The City and the City (titre espagnol : La ciudad y la ciudad) par China Miéville
- 2014 : Légationville (titre espagnol : Embassytown) par China Miéville
- 2015 : Seul sur Mars (titre espagnol : El marciano) par Andy Weir
- 2016 : Les Quinze Premières Vies d'Harry August (titre espagnol : Las primeras quince vidas de Harry August) par Claire North
- 2017 : Le Problème à trois corps (titre espagnol : El problema de los tres cuerpo) par Liu Cixin
- 2018 : Les étoiles sont légion (titre espagnol : Las estrellas son legión) par Kameron Hurley
- 2019 : L'Espace d'un an (titre espagnol : El largo viaje a un pequeño planeta iracundo) par Becky Chambers
- 2020 : The Light Brigade (titre espagnol : La brigada de luz) par Kameron Hurley
- 2021 : Libration (titre espagnol : Una órbita cerrada y compartida) par Becky Chambers
- 2022 : Gideon la Neuvième (titre espagnol : Gideon la Novena) par Tamsyn Muir
- 2023 : Nona la Neuvième (titre espagnol : Nona la Novena) par Tamsyn Muir

### Meilleur roman court étranger
- 2022 : Upright Women Wanted (titre espagnol : Se buscan mujeres sensatas) par Sarah Gailey (en)
- 2023 : Night of the Mannequins (titre espagnol : La noche de los maniquís) par Stephen Graham Jones

### Meilleure nouvelle étrangère
- 1994 : La Stratégie Ender (titre espagnol : El juego de Ender) par Orson Scott Card
- 1995 : Our Lady of the Machine (titre espagnol : Nuestra Señora de la Máquina) par Alan Dean Foster
- 1996 : Sept vues de la gorge d'Olduvaï (titre espagnol : Siete vistas de la garganta Olduvai) par Mike Resnick
- 1997 : Même Sa Majesté (titre espagnol : Incluso la reina) par Connie Willis
- 1998 : Timbouctou (titre espagnol : Timbuctú) par Carlos Gardini (en)
- 1999 : Why the World Didn't End Last Tuesday (titre espagnol : Por qué el mundo no acabó el martes pasado) par Connie Willis
- 2000 : Hasard (titre espagnol : Azar) par Connie Willis et Nonstop to Portales (titre espagnol : Directos a Portales) par Connie Willis (ex æquo)
- 2001 : Entre un soldat, puis un autre (titre espagnol : Entra un soldado, después entra otro) par Robert Silverberg
- 2002 : Les Quarante-trois Dynasties d'Antarès (titre espagnol : Las 43 dinastías de Antares) par Mike Resnick
- 2003 : Muzykanci (titre espagnol : Los músicos) par Andrzej Sapkowski
- 2004 : Le Dragon de glace (titre espagnol : Camino de dragón) par George R. R. Martin
- 2005 : Path of the Dragon (titre espagnol : El dragón de hielo) par George R. R. Martin
- 2006 : Rue de la mémoire qui flanche (titre espagnol : El sumidero de la memoria) par Mike Resnick
- 2007 : En apprenant à être moi (titre espagnol : Aprendiendo a ser yo) par Greg Egan
- 2008 : Cookie Monster (titre espagnol : Monstruo de las galletas) par Vernor Vinge
- 2009 : Index (titre espagnol : El índice) par J. G. Ballard
- 2010 : The Invisible Empire (titre espagnol : El imperio invisible) par de John Kessel
- 2011 : Radieux (titre espagnol : Luminoso) par Greg Egan
- 2012 : L'État des arts (titre espagnol : Última Generació) par Iain M. Banks
- 2013 : La Ménagerie de papier (titre espagnol : El zoo de papel) par Ken Liu
- 2014 : L'Homme qui mit fin à l'histoire (titre espagnol : El hombre que puso fin a la Historia: documental) par Ken Liu
- 2015 : The Gambler (titre espagnol : El jugador) par Paolo Bacigalupi
- 2016 : Les Algorithmes de l'amour (titre espagnol : Algoritmos para el amor) par Ken Liu
- 2017 : Le Livre chez diverses espèces (titre espagnol : El imperio invisible) par de Ken Liu
- 2018 : Trois tasses de deuil sous les étoiles (titre espagnol : Tres tazas de aflicción a la luz de las estrellas) par Aliette de Bodard
- 2019 : Binti (titre espagnol : Binti) par Nnedi Okorafor
- 2020 : Défaillances systèmes (titre espagnol : Sistemas críticos) par Martha Wells
- 2021 : Expiration (titre espagnol : Exhalación) par Ted Chiang
- 2022 : Mr. Death (titre espagnol : Señor Muerte) par Alix E. Harrow
- 2023 : The Long Way Up (titre espagnol : La larga subida) par Alix E. Harrow

### Meilleure anthologie
- 2001 : Besos de alacrán y otros relatos par León Arsenal (es)
- 2002 : Premio UPC 2000 par Miguel Barceló
- 2003 : El último deseo par Andrzej Sapkowski
- 2004 : La espada del destino par Andrzej Sapkowski
- 2005 : Paura - volumen 1 par divers auteurs
- 2006 : Ven y enloquece par Fredric Brown
- 2007 : Axiomático par Greg Egan
- 2008 : Premio UPC 2006 par divers auteurs
- 2009 : Bebés jugando con cuchillos par Santiago Eximeno
- 2010 : De mecánica y alquimia par Juan Jacinto Muñoz Rengel
- 2011 : La mirada de Pegaso par Sergio Mars (es)
- 2012 : Abismos par David Jasso (es)
- 2013 : Terra Nova. Antología de ciencia ficción contemporánea par Mariano Villarreal et Luís Pestarini, éds.
- 2014 : Terra Nova 2 par Mariano Villarreal et Luís Pestarini, éds.
- 2015 : Terra Nova 3 par Mariano Villarrea, éd.
- 2016 : A la deriva en el Mar de las Lluvias par Mariano Villarreal, éd.
- 2017 : La mirada extraña par Felicidad Martínez (es)
- 2018 : El zoo de papel par Ken Liu
- 2019 : La compañía amable par Rocío Vega, éd.
- 2020 : Cuentos para Algernon: Año VII par Marcheto, éd.
- 2021 : Cuentos para Algernon: Año VIII par Marcheto, éd.
- 2022 : Cuentos para Algernon: Año IX par Marcheto, éd.
- 2023 : Cuentos para Algernon: Año X par Marcheto, éd.

### Meilleure bande dessinée
- 2003 : Les Quatre Fantastiques par Rafael Marín (en) (scénario[1]), Jesus Merino (en) (encrage[2]) et Carlos Pacheco (en) (dessin[3])
- 2004 : Avatar par Juan Miguel Aguilera (scénario) et Rafa Fonteriz (dessin)
- 2005 : La legión del espacio par Alfredo Álamo (scénario) et Fedde Carroza (dessin)
- 2006 : La legión del espacio par Alfredo Álamo (scénario) et Fedde Carroza (dessin)
- 2007 : La legión del espacio par Alfredo Álamo (scénario) et Fedde Carroza (dessin)
- 2008 : La legión del espacio par Alfredo Álamo (scénario) et Fedde Carroza (dessin)
- 2009 : La legión del espacio par Alfredo Álamo (scénario) et Fedde Carroza (dessin)
- 2010 : Las calles de arena par Paco Roca
- 2011 : La espada del cazador par Rubén Serrano Calvo (es) (scénario) et Esteban Patiño (dessin)
- 2012 : El héroe par David Rubín (es)
- 2013 : Espinas par Santiago Eximeno (scénario) et Ángel Manuel Sánchez (dessin)
- 2014 : prix non décerné
- 2015 : prix non décerné
- 2016 : ¡Universo! par Albert Monteys (es)
- 2017 : Providence par Jacen Burrows (en) et Alan Moore
- 2018 : Anatomía del caos par de Manuel Amaro, Miguel Ángel Cáceres (es) et Dr. Zonum
- 2019 : Lo que más me gusta son los monstruos par Emil Ferris
- 2020 : Ocultos par Laura Pérez
- 2021 : Descanso Corto par Laurielle
- 2022 : Nada del otro mundo par Laurielle
- 2023 : Asalto al castillo par Laurielle